# 钱学森故居
钱学森故居位于中国浙江省杭州市上城区城东小营街道马市街方谷园2号，建于清末，原属杭州富商章氏，后作为钱学森之母章兰娟的嫁妆归于钱家，钱学森3岁以前曾在此居住，2008年修缮，2011年12月作为纪念馆对外开放。建筑由楼房两进及厢房组成，楼房面阔均为三间两层，第一进前为东西厢房，后带东西厢楼，第二进后带东西厢房，后有花园。现底层为“钱学森与杭州”专题陈列，分为“杭州之子”、“航天之父”、“情系故乡”三部分，展示其生平以及与杭州有关的重要事件，顶层为钱学森卧室、书房等复原陈列。